# 夢は未来への道
「夢は未来への道」（ゆめはみらいへのみち）は、北川理恵のシングル。2015年10月7日にマーベラスから発売された。

## 概要
テレビアニメ『Go!プリンセスプリキュア』の後期エンディングテーマを収録したシングル。前期エンディングテーマの「ドリーミング☆プリンセスプリキュア」に続いて北川理恵が歌っている。
前作同様DVD付属盤と通常盤の2種類が発売されており、DVD付属盤にはオープニングとエンディングのノンテロップムービーが収録されている。振り付けはMIKIKOが担当している。
カップリング曲にはプリキュアの4人（声：嶋村侑、浅野真澄、山村響、沢城みゆき）による挿入歌が収録されている。
また、初回限定封入特典として、DVD付属盤にはデータカードダス、通常盤にはジャケットサイズ・ステッカーが同梱されている。CDジャケットには、いずれの盤にも4人のプリキュアが描かれているが、通常盤は番組第26話からの提供クレジット背景イラストが、DVD付属盤にはモードエレガント・ドレスアッププレミアムの姿が、それぞれプリントされている。

## 収録曲

### CD
1. 夢は未来への道〜キュアフローラVer.〜 [4:27]
歌：北川理恵
作詞：マイクスギヤマ、作曲・編曲：石塚玲依
それぞれのプリキュアに合わせた歌詞が4パターン用意されており、それに応じる形でCDにはキュアフローラのバージョンのフルサイズと残り3人のTVサイズバージョンが収録されている。
歌っている北川は「歌い方もプリキュアひとりひとりをイメージして変えている」と語っている[2]。
  - テレビアニメ『Go!プリンセスプリキュア』後期エンディングテーマ
2. プリンセスの条件 [4:06]
歌：キュアフローラ(CV:嶋村侑)・キュアマーメイド(CV:浅野真澄)・キュアトゥインクル(CV:山村響)・キュアスカーレット(CV:沢城みゆき)
作詞：只野菜摘、作曲・編曲：高木洋
  - テレビアニメ『Go!プリンセスプリキュア』挿入歌
3. 夢は未来への道〜キュアマーメイドVer.〜（TVサイズ） [1:32]
4. 夢は未来への道〜キュアトゥインクルVer.〜（TVサイズ） [1:32]
5. 夢は未来への道〜キュアスカーレットVer.〜（TVサイズ） [1:33]
6. 夢は未来への道（オリジナル・メロディー入り・カラオケ／オリジナル・カラオケ） [4:27]
CD+DVD盤はオリジナル・メロディー入り・カラオケ、通常盤はオリジナル・カラオケという仕様になっている。
7. プリンセスの条件（オリジナル・メロディー入り・カラオケ／オリジナル・カラオケ） [4:04]
CD+DVD盤はオリジナル・メロディー入り・カラオケ、通常盤はオリジナル・カラオケという仕様になっている。

### DVD（CD+DVD盤のみ同梱）
1. Go!プリンセスプリキュア 後期オープニング ノンテロップ・ムービー「Miracle Go!プリンセスプリキュア」
2. Go!プリンセスプリキュア 後期エンディング ノンテロップ・ムービー「夢は未来への道〜キュアフローラVer.〜」
3. Go!プリンセスプリキュア 後期エンディング ノンテロップ・ムービー「夢は未来への道〜キュアマーメイドVer.〜」
4. Go!プリンセスプリキュア 後期エンディング ノンテロップ・ムービー「夢は未来への道〜キュアトゥインクルVer.〜」
5. Go!プリンセスプリキュア 後期エンディング ノンテロップ・ムービー「夢は未来への道〜キュアスカーレットVer.〜」

## 収録アルバム
| 楽曲             | 発売日         | タイトル                                                                               | 備考 |
| ---------------- | -------------- | -------------------------------------------------------------------------------------- | --- |
| 夢は未来への道   | 2015年11月11日 | 映画 Go!プリンセスプリキュア Go!Go!!豪華3本立て!!! オリジナル・サウンドトラック        | 『映画 Go!プリンセスプリキュア Go!Go!!豪華3本立て!!!』のサウンドトラックCD。 フローラVer.の映画サイズを収録。                                                |
| 夢は未来への道   | 2015年11月11日 | Go!プリンセスプリキュア ボーカルアルバム2 〜For My Dream〜                             | 『Go!プリンセスプリキュア』のボーカルアルバム。 フローラVer.のフルサイズを収録。                                                                             |
| 夢は未来への道   | 2015年11月18日 | Go!プリンセスプリキュア オリジナル・サウンドトラック2 プリキュア・サウンド・ブレイズ!! | 『Go!プリンセスプリキュア』のサウンドトラックCD。 フローラVer.のTVサイズを収録。                                                                             |
| 夢は未来への道   | 2016年1月13日  | Go!プリンセスプリキュア ボーカルベスト                                                 | 『Go!プリンセスプリキュア』のボーカルベストアルバム。 フローラVer.、キュアマーメイドVer.、キュアトゥインクルVer.、キュアスカーレットVer.のフルサイズを収録。 |
| 夢は未来への道   | 2020年11月25日 | MY toybox 〜Rie Kitagawa プリキュアソングコレクション〜                                | 北川理恵のこれまでのプリキュアシリーズでの楽曲を収録したベストアルバム。 このアルバムのために新規制作した「〜MY toybox Rie Kitagawa Ver.〜」を収録。         |
| プリンセスの条件 | 2015年11月11日 | Go!プリンセスプリキュア ボーカルアルバム2 〜For My Dream〜                             | 『Go!プリンセスプリキュア』のボーカルアルバム。 |
| プリンセスの条件 | 2016年1月13日  | Go!プリンセスプリキュア ボーカルベスト                                                 | 『Go!プリンセスプリキュア』のボーカルベストアルバム。 |

この他、「夢は未来への道」のTVサイズについては、携帯電話向け音楽配信サービスやiTunes Storeで4バージョン共にCD発売以前に先行配信されている。